# فرودگاه رانکین، میسوری
 فرودگاه رانکین، میسوری (به انگلیسی: Rankin Airport (Missouri)) یک فرودگاه همگانی بهره‌برداری هوایی است که یک باند فرود بتن و شن دارد و طول باند آن ۹۳۰ متر است. این فرودگاه در کشور ایالات متحده آمریکا قرار دارد و در ارتفاع ۲۹۷ متری از سطح دریا واقع شده است.